# Tapinella atrotomentosa
Не плутати зі Свинухою тонкою!

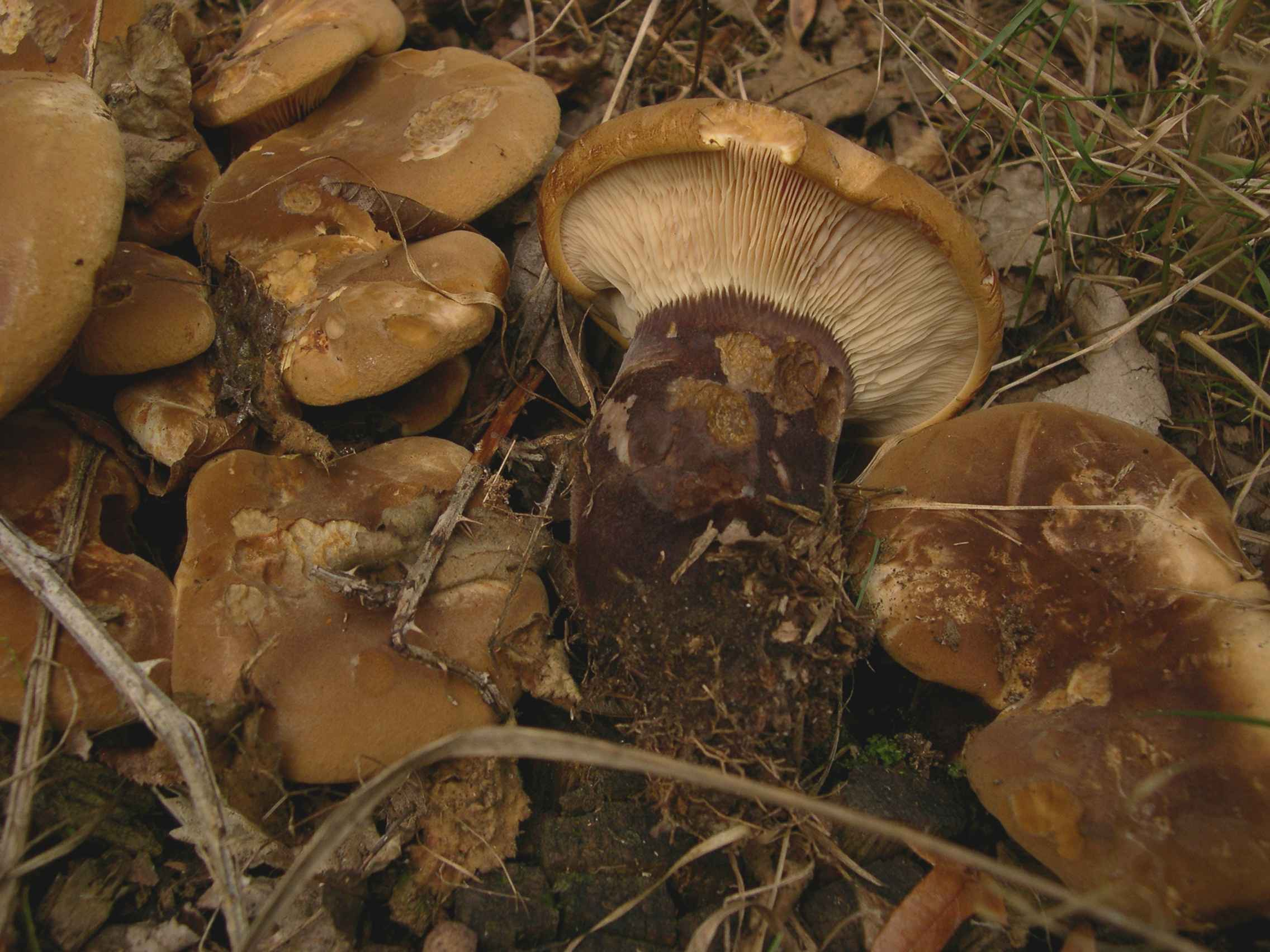

Tapinella atrotomentosa, Свинуха товста, Свинуха чорна — шапинковий гриб класу базидіоміцетів, що входить в рід тапінелла (Tapinella) родини тапінеллові (Tapinellaceae).
Шапинка 5-15 (30) см у діаметрі, опукла, напівшаровидна, пізніше лопатоподібної або язиковидної форми з утисненим центром, з підвернутим краєм, м'ясиста. Поверхня суха, часто оксамитова, іржаво-коричневого або вохристо-бурого відтінку.
Гіменофор пластинчастий. Пластинки прирослі, низько спускаються на ніжку, з перетинками, спочатку охряно-жовті, з часом коричневі, в місцях дотику темніють.
Ніжка 2-7 (12,5) см завдовжки і 1,5-3,5 (5) см в діаметрі, центральна або майже бічна, часто занурена в субстрат, циліндрична або розширюється донизу, шерстистого-оксамитова, темно-коричнева до майже чорної.
М'якуш від білуватого до охристого, на повітрі може темніти, сильно гігрофанний, без особливого запаху, іноді з гіркуватим смаком.
Свинуха товста належить до умовно-їстівних грибів — може вживатися в їжу в смаженому вигляді після попереднього відварювання. Вважається грибом низької якості. У закордонних джерелах зазвичай вказується як неїстівний гриб або гриб з невивченими токсичними властивостями.